# Àfrica oriental
|  | Per a altres significats, vegeu «Àfrica Oriental». |

L'Àfrica oriental forma part del continent africà i segons el criteri de regionalització de les Nacions Unides inclou els següents estats: Burundi, les Comores, Djibouti, Eritrea, Etiòpia, Kenya, Madagascar, Malawi, Maurici, les dependències franceses de Mayotte i la Reunió, Moçambic, Ruanda (tot i que per motius històrics se sol agrupar com a part d'Àfrica central), Seychelles, Somàlia, Sudan del Sud, Tanzània, el Territori Britànic de l'Oceà Índic, Uganda, Zàmbia i Zimbàbue (sovint agrupat amb els països australs). A aquesta regió també hi pertanyen Somalilàndia i Puntlàndia, que formalment són part de Somàlia, però que de fet actuen com a estats independents i intenten aconseguir el reconeixement internacional.
A l'Àfrica oriental es troben, a més de la vall del Rift, les muntanyes més altes del continent (el Kilimanjaro i el Mont Kenya), el llac més extens (el llac Victòria) i el riu més llarg (el Nil).
Aquesta regió, que tradicionalment havia estat molt relacionada amb els àrabs, al segle xix no es va poder escapar de la pressió de les potències colonials europees, que es van repartir el territori i van explotar-ne en benefici propi els recursos econòmics.
Els estats de la regió han d'afrontar problemes com la pobresa de gran part de la seva població, un deute extern aclaparador i, en alguns casos, una forta incidència del VIH o la difícil superació de guerres civils o internacionals. Tanmateix cal matisar, perquè no és comparable la situació d'estabilitat política i de respecte als drets humans de Tanzània o de Kenya amb els casos de Somàlia o del Sudan.
Alguns indrets de l'Àfrica oriental s'associen amb les grans concentracions de grans mamífers (elefants, girafes, lleons, zebres, rinoceronts...), però les poblacions d'aquests animals disminueixen per la reducció del seu hàbitat i, en alguns casos, per la caça furtiva. Malgrat tot, atreuen gran nombre de turistes i representen una important font d'ingressos per a les economies de Kenya, Tanzània o Uganda.

## Història
Segons les troballes paleontològiques, l'ésser humà es va originar en aquesta regió. A partir de diverses onades de migracions humanes prehistòriques va acabar poblant tots els continents. A partir del 7000 aC van desenvolupar-se cultures neolítiques autòctones basades en el conreu agrícola i la domesticació del ruc. La seva expansió cap al sud, però, es va veure frenada per la mosca tse-tse.
Una de les primeres civilitzacions locals va ser el País de Punt que va servir de pont entre l'antic Egipte i els comerciants de la regió, així com els àrabs. Ja en època clàssica, el Regne d'Axum va dominar la zona, mentre l'expansió bantu arribava a la part del centre i sud de la regió. Aquestes canvis poblacionals van suposar una creixent barreja religiosa i ètnica que va acollir l'Islam a partir del refugi i conquestes de diversos líders musulmans primerencs. A la costa es van instal·lar diversos regnes suahilis independents que van obrir Àfrica al contacte amb el comerç de llarga distància de l'Oceà Índic.
A l'edat mitjana cal destacar el sultanat de Kilwa i posteriorment l'Imperi d'Etiòpia com a potencies regionals. Aquest darrer va mantenir contactes periòdics amb els regnes europeus que alimentaren els mites sobre regnes cristians amagats o riqueses exòtiques.
Buganda es pot considerar el primer regne modern de la zona. Va haver d'enfrontar-se al colonialisme, amb les primeres expedicions portugueses que desembocarien a la creació de l'Àfrica Oriental Portuguesa. Posteriorment l'imperialisme dividiria la regió en diverses àrees d'influència estrangera:
- Àfrica Oriental Britànica: El Regne Unit es va emparar del Sudan, part de Somàlia, Kenya, Zanzíbar, Uganda i Malawi.
- Àfrica Oriental Italiana: Itàlia va ocupar Eritrea i la major part de Somàlia, i al segle xx va intentar apoderar-se d'Etiòpia.
- França es va apoderar de Djibouti i de Madagascar.
- Àfrica Oriental Alemanya: Alemanya va ocupar Tanganyika (que després de la Primera Guerra Mundial va passar al Regne Unit) i Ruanda i Burundi (que van passar a Bèlgica).
- Portugal es va emparar de Moçambic.

Amb la descolonització d'Àfrica es van incrementar les diferències entre els estats, alguns creats de forma artificials i altres que responien a divisions tribals ancestrals,